# Список миллионеров Латвии
Латвийский список миллионеров — неофициальный список, публикуемый с 1997 года в журнале Klubs, а затем в журнале Kapitāls. Автор методики — публицист, мастер расследовательской журналистики Латвии Лато Лапса, которому ассистирует Кристине Янчевска. По материалам списка в 2005 году выпущена книга Latvijas miljonāru noslēpumi («Тайны латвийских миллионеров» — лат.).
Список является оценочным и учитывает следующие показатели:
1. Стоимость принадлежащих активов: акций компаний, земельных участков, объектов недвижимости, а также личного имущества и др.
2. Стоимость компаний по годовому балансу и имуществу.

В список включены как частные предприниматели, так и люди, состоящие в руководстве государства и самоуправлений.
Номер один первого списка, который удерживал эту позицию многие годы, основатель банка Parex Валерий Каргин критиковал составителей за субъективность и неинтегрированность в реальную жизнь бизнес-сообщества, а также отсутствие логики и самое главное — достоверной методологии расчета. Затем к расчету рейтинга подключилась консалтинговая компания Laika stars, обрабатывающая данные Регистра предприятий, которые в Латвии оцифровывает компания Lursoft. Информация анализируется по трем показателям предприятий: нетто-оборот, собственный капитал и прибыль. Составители считают, что полученные таким образом данные «честнее и объективнее госстатистики».
Поначалу в списке было 100 фамилий, затем их количество увеличилось до 250, а к 2004 году в Латвии проживало 350 человек, чье состояние превышало миллион евро. По состоянию на 2023 год самым богатым гражданином Латвии является латвийский миллиардер Пётрс Авенс.

## Из журнала в книгу
В 2005 году авторы рейтинга заявили, что их продукт перерос журнальный формат и выпустили книгу Latvijas miljonāru noslēpumi («Тайны латвийских миллионеров» — лат.), в которой уже значилось 500 фамилий.
В книге появился раздел интервью, из которых читатели узнали разнообразные подробности личной жизни богатых и знаменитых. Оказалось, что желание предпринимателя Раймонда Геркенса приобрести «мерседес» было продиктовано желанием отомстить за обиды детства тем, кто его дразнили и обзывали. «Большинство героев моей книги достигли богатства своим трудом, да таким, какой нам с вами и не снился. Мне очень хотелось, чтобы читатели это поняли»,— сказал Лато Лапса.
В книге были опубликованы и раритетные документы — например, завещание Витала Леиньша, позволившее мэру Вентспилса Айвару Лембергсу официально приобрести многомиллионное наследство, или выдержки из архива КГБ, посвященные одному из богатейших людей Советской Латвии, известному как Граф.
В книге впервые как миллионеры были отмечены спортсмены Марис Верпаковскис и Петерис Скудра, владелец Международного института практической психологии Янис Михайлов и бывшие издатели г-на Лапсы Ивар Зариньш и Санта Анче.

## Претензии к авторам
В 2006 году крупный домовладелец Гинтс Гросфогелс подал иск на 100 тысяч латов за распространение неверной и оскорбляющей честь и достоинство информации против Лато Лапсы и Кристине Янчевски, а также издательства Rīgas Viļņi, выпустившего книга «Тайны латвийских миллионеров и новый список 600 миллионеров». В ней Гросфегелса назвали «одним из самых несимпатичных новичков в списке миллионеров» за принудительное выселение квартиросъемщиков из домов, которые являются его собственностью. Переняв недвижимость, бизнесмен объявлял, что дом аварийный, нуждается в капитальном ремонте, что позволяло выселить жильцов без предоставления другого жилого помещения и компенсации. Такая судьба постигла жителей домов в центре Риги: Тербатес 20, Стрелниеку 13, Меркеля 6, Цесу 5, Таллинас 92 и Стабу 77. Лапсе помог защищаться прецедент: Гросфогелс ранее проиграл иск против Латвийской ассоциации управляющих недвижимым имуществом, которая внесла его в «черный список».

## Список 2016 года
В 2016 году общая стоимость первой десятки рейтинга выросла до 1,74 млрд евро против 1,41 млрд евро в 2015 году, однако общая стоимость активов первой сотни снизилась на 10 млн евро. Активы первой сотни миллионеров Латвии в 2015 году оценены в 2,83 млрд евро.
Из рейтинга за 2015 год были исключены самые прибыльные предприятия, принадлежащие государству и самоуправлениям и имеющие больший доступ к госзаказам. В авангард частного бизнеса попали сектор финансовых услуг (банки), азартные игры, оптовая торговля, розничная торговля топливом, лесообработка, строительство и логистика.
| Место 2015/2014 | Имя Фамилия           | Предприятие/Отрасль         | Состояние, млн. евро, +/- к 2014 |
| --------------- | --------------------- | --------------------------- | -------------------------------- |
| 1 (1)           | Олег Филь             | Банк ABLV                   | 310 (-4)                         |
| 2 (2)           | Эрнест Бернис         | Банк ABLV                   | 307 (-4)                         |
| 3 (3)           | Леонид Эстеркин       | Банк Rietumu                | 250 (-16)                        |
| 4 (5)           | Арнис Риекстиньш      | Mikrotikls                  | 150 (+65)                        |
| 5 (4)           | Аркадий Сухаренко     | Банк Rietumu                | 128 (-8)                         |
| 6 (6)           | Юстс Николай Карлсонс | Omnium и др. (недвижимость) | 80 (+ 3)                         |
| 7 (7)           | Янис Зузанс           | Alfor (игорный бизнес)      | 69 (+4)                          |
| 8 (10)          | Валерий Малыгин       | Olainfarm                   | 52 (+7)                          |
| 9 (8)           | Марцис Мартинсонс     | Velve                       | 50 (-11)                         |
| 10 (9)          | Улдис Асарс           | AKZ                         | 45 (-3)                          |